# Opus Klassik
Der OPUS KLASSIK ist ein deutscher Musikpreis für Persönlichkeiten und Produktionen aus dem Bereich der klassischen Musik. Der OPUS KLASSIK ist der Nachfolgepreis des Echo Klassik (1994–2017) und wie dieser ein Jury-Preis. Die Verleihung des Echo Klassik wurde am 25. April 2018 vom Bundesverband Musikindustrie eingestellt, nachdem die Verleihung des Echo Pop 2018 dazu geführt hatte, dass der Echo „als Plattform für Antisemitismus, Frauenverachtung, Homophobie oder Gewaltverharmlosung wahrgenommen“ wurde. Auch die kommerzielle, vorrangig an den Verkaufszahlen ausgerichtete Ausrichtung des Echo Klassik war in die Kritik geraten.

## Beschreibung
Ausrichter des Preises, der herausragende Klassik-Künstler und -Tonträger auszeichnet, ist der neu gegründete Verein zur Förderung der Klassischen Musik e. V., in dem Musiklabels, Veranstalter, Verlage und Personen mit Einflüssen in der klassischen Musik vertreten sind. Der OPUS KLASSIK ist der Nachfolgepreis des Echo Klassik und wird wie dieser von einer Fachjury vergeben. Die Jury wählt die Preisträger und ausgezeichneten Aufnahmen unter einer Vielzahl von herausragenden Nominierungen in diversen Kategorien. Beruhen im Übergangsjahr die Regularien und Jury des neuen Preises noch auf denen des Echo Klassik, will der Verein den neuen Preis für klassische Musik, basierend auf dem Feedback der Branche, kontinuierlich weiterentwickeln. So wird für die Zukunft auch über die Auszeichnungen neuer Konzertformate und origineller Programme nachgedacht. Wie die Echo-Trophäe, wurde auch die Trophäe des OPUS KLASSIK von Oliver Renelt entwickelt und designt. Diese stellt eine Stimmgabel dar.

## Veranstaltungen
| Veranstaltung    | Ort                 | Moderatoren       | Fernsehübertragung |
| ---------------- | ------------------- | ----------------- | ------------------ |
| 14. Oktober 2018 | Berlin, Konzerthaus | Thomas Gottschalk | ZDF                |
| 13. Oktober 2019 | Berlin, Konzerthaus | Thomas Gottschalk | ZDF                |
| 18. Oktober 2020 | Berlin, Konzerthaus | Thomas Gottschalk | ZDF                |
| 10. Oktober 2021 | Berlin, Konzerthaus | Désirée Nosbusch  | ZDF                |
| 9. Oktober 2022  | Berlin, Konzerthaus | Désirée Nosbusch  | ZDF                |
| 8. Oktober 2023  | Berlin, Konzerthaus | Désirée Nosbusch  | ZDF                |
| 13. Oktober 2024 | Berlin, Konzerthaus | Désirée Nosbusch  | ZDF                |

## Einreichungsregularien
Grundlage für die Einreichung sind Tonträgerveröffentlichungen eines Künstlers aus dem Genre Klassik. Ob der Tonträger dem Genre Klassik zuzuordnen ist, entscheidet die Einordnung in der PHONONET-Datenbank. Zur Einreichung berechtigt sind alle Tonträgerhersteller, deren Tonträger ständig im deutschen Markt vertrieben werden und die entsprechenden Vertriebsrechte an den Tonträgeraufnahmen der Künstler besitzen. Für die Preisvergabe sind, unabhängig von ihrer Nationalität, alle Künstler der klassischen Musik qualifiziert, die zum Zeitpunkt der Einreichung im Musikleben und am Tonträgermarkt tätig sind. Der Einreichungszeitraum fällt auf den März jeden Jahres. Der Bewertungszeitraum fällt von Anfang März des abgelaufenen Kalenderjahres bis zum Einreichungszeitraum des aktuellen Jahres. Die Tonträger müssen im Bewertungszeitraum erstmals veröffentlichte Aufnahmen enthalten, deren Anteil an der Gesamtspieldauer der Veröffentlichung mindestens 50 % betragen müssen. Im Vorjahr eingereichte Produkte dürfen nicht erneut eingereicht werden.
Für jedes eingereichte Produkt wird eine einmalige Gebühr in Höhe von 50,00 Euro erhoben. Die Jury wählt aus den Einreichungen für die einzelnen Kategorien den jeweiligen Preisträger mit einfacher Mehrheit. Gegen die Entscheidung der Jury ist der Rechtsweg ausgeschlossen. Ein Rechtsanspruch auf Berücksichtigung im Einreichungsverfahren oder auf die ausgelobten Preise existiert nicht.

## Verein zur Förderung der Klassischen Musik e.V.
Der Verein zur Förderung der Klassischen Musik e. V. wurde 2018 gegründet. Das Ziel des Vereins ist die Förderung der klassischen Musik und insbesondere die Auszeichnung ihrer Künstler. Die Gründungsmitglieder spiegeln die breitere Verankerung des Preises in der deutschen Klassikbranche wider. „Klassische Musik in Deutschland muss mit einem eigenen Preis gewürdigt werden“, so das Gründungsmitglied Burkhard Glashoff. „Wir, die Gründungsmitglieder, haben uns eben diese Anerkennung und Auszeichnung außerordentlicher Leistungen in der Klassik zum Ziel gesetzt. Wir entwickelten ein Konzept für einen neuen Musikpreis, der noch breiter als in der Vergangenheit aufgestellt ist und die Branche in ihrer gesamten Vielfalt reflektiert.“ Der Verein hat sich gegründet, nachdem der Bundesverband Musikindustrie (BVMI) das Ende der Echo-Preise in sämtlichen Kategorien, auch Klassik, bekannt gegeben hatte. Das übergeordnete Ziel des Vereins ist es, Initiativen zu entwickeln, um der klassischen Musik eine stärkere Beachtung zu verschaffen. Durch die Tätigkeit des Vereins soll die klassische Musik übergreifend über unterschiedliche Generationen und Demografien emotional und wirkungsvoll in der Lebenswirklichkeit der Menschen verankert und der positive Wert der klassischen Musik als Bestandteil unserer Kultur herausgearbeitet werden. Neben dem OPUS KLASSIK sind deshalb weitere Maßnahmen in Planung, die Anerkennung und mediale Aufmerksamkeit für besonderes Engagement im Bereich der Klassik würdigen.
| Mitglieder - CLASS – Association of Classical Independents in Germany e. V. - Deutsche Grammophon Gesellschaft mbH - Konzertdirektion Dr. Rudolf Goette GmbH - Dagmar Sikorski (Sikorski Musikverlage) - Sony Music Entertainment Germany GmbH - Benedikt Stampa (designierter Intendant des Festspielhauses Baden-Baden) - Warner Music Group Germany Holding GmbH | Vorstand - Clemens Trautmann, Präsident der Deutschen Grammophon (Vorstandsvorsitzender) |

## Jury
- Michael Becker (Intendant der Düsseldorfer Symphoniker und der Tonhalle Düsseldorf)
- Michael Brüggemann (Vice President Sony Classical Germany)
- Arnt Cobbers (Journalist)
- Tobias Feilen (Redaktionsleiter Musik und Theater des ZDF)
- Manfred Görgen (Geschäftsführer CLASS)
- Stephanie Haase (Director Classics Warner Music)
- Kerstin Schüssler-Bach (Composer Manager Boosey & Hawkes)
- Kleopatra Sofroniou (Vice President Marketing Deutsche Grammophon)
- Julia Spinola (Journalistin)

## Sampler
| Jahr | Titel Musiklabel                                                                             | Höchstplatzierung, Gesamtwochen, AuszeichnungChartplatzierungen (Jahr, Titel, Musiklabel, Platzierungen, Wochen, Auszeichnungen, Anmerkungen) | Höchstplatzierung, Gesamtwochen, AuszeichnungChartplatzierungen (Jahr, Titel, Musiklabel, Platzierungen, Wochen, Auszeichnungen, Anmerkungen) | Höchstplatzierung, Gesamtwochen, AuszeichnungChartplatzierungen (Jahr, Titel, Musiklabel, Platzierungen, Wochen, Auszeichnungen, Anmerkungen) | Anmerkungen                              |
| Jahr | Titel Musiklabel                                                                             | DE | AT | CH | Anmerkungen                              |
| ---- | -------------------------------------------------------------------------------------------- | --- | --- | --- | ---------------------------------------- |
| 2018 | Best of Klassik 2018 – Die große Gala der Opus Klassik-Preisträger Sony Classical (Sony)     | DE16 (2 Wo.)DE | — | CH8 (1 Wo.)CH | Erstveröffentlichung: 12. Oktober 2018   |
| 2019 | Best of Klassik 2019 – Die große Gala der Opus Klassik-Preisträger Deutsche Grammophon (UMG) | DE15 (2 Wo.)DE | — | — | Erstveröffentlichung: 11. Oktober 2019   |
| 2020 | Best of Klassik 2020 – Die große Gala der Opus Klassik-Preisträger Warner Classics (WMG)     | DE8 (6 Wo.)DE | — | — | Erstveröffentlichung: 16. Oktober 2020   |
| 2021 | Best of Klassik 2021 – Die große Gala der Opus Klassik-Preisträger Sony Classical (Sony)     | DE9 (10 Wo.)DE | — | CH13 (1 Wo.)CH | Erstveröffentlichung: 8. Oktober 2021    |
| 2022 | Best of Klassik 2022 – Die große Gala der Opus Klassik-Preisträger Warner Classics (WMG)     | DE8 (6 Wo.)DE | — | — | Erstveröffentlichung: 30. September 2022 |
| 2023 | Best of Klassik 2023 – Die große Gala der Opus Klassik-Preisträger Sony Classical (Sony)     | DE8 (9 Wo.)DE | — | — | Erstveröffentlichung: 6. Oktober 2023    |